# Seznam švicarskih letalcev
Seznam švicarskih letalcev.

## B
- Oskar Bider (1891-1919)

## D
- Henri Dufaux (1879-1980)
- Armand Dufaux (1883-1941)

## M
- Walter Mittelholzer (1894-1937)

## N
- Claude Nicollier (1944)

## P
- Bertrand Piccard (1958)

## S
- Eduard Spelterini (1852-1931)